# Plan DN-III-E
El Plan de Auxilio a la Población Civil en Casos de Desastre, conocido también como Plan DN-III-E, es un operativo militar de la Secretaría de la Defensa Nacional (Sedena) de México para que el Ejército y Fuerza Aérea mexicanos realicen actividades de auxilio a la población civil afectada por cualquier tipo de desastre.
Este plan fue elaborado y aplicado a partir de 1966 como consecuencia del desbordamiento del río Pánuco. Su denominación data del mismo año, a raíz de su inclusión en la Planeación de Defensa Nacional como anexo E y aunque en posteriores revisiones del plan de defensa se presentó la disyuntiva de darle otro nombre, el Alto Mando de la Sedena decidió continuar designándolo como Plan DN-III-E debido a que así es conocido por la sociedad, las autoridades y los medios de comunicación.
Constitucionalmente, y en las leyes que regulan la actividad del Ejército se desprenden tres planes de guerra y doctrinas para impulsar el despliegue de las fuerzas armadas: DN1 que consiste en la preparación para la defensa externa; DN2 para garantizar la seguridad interna y la paz social y DN3 para proteger a la población en caso de desastres naturales. Anterior, la guerra externa en realidad está muy lejana como escenario de combate, por lo que del DN1 se mantiene sólo en la esfera de las hipótesis de guerra.

## Historia
Luego de iniciada la Segunda Guerra Mundial el Ejército Mexicano llevó a cabo una serie de modificaciones internas en miras de volverlo un instituto armado moderno. Entre esa serie de acciones, la de implementar planes estratégicos en miras de minimizar las consecuencias de diferentes acciones que pusieran en riesgo la seguridad nacional fueron las más importantes, es así como fuero creados los Planes de Actuación, los cuales fueron modificados en 1966 convirtiéndose en los Planes de Defensa. Dichos planes cubrían desde el caso de una guerra extranjera, hasta el caso de una situación desastrosa entre la población creándose así el Plan Director de Defensa Nacional No. III el 18 de septiembre de 1965, del cual se desprende el anexo E con el título de Plan de Auxilio a la Población Civil en Casos de Desastre conocido por sus siglas DN-III-E.
Dicho plan se implementó por primera vez al año siguiente en un desbordamiento del río Pánuco. Este sistema de protección se mantuvo durante los siguientes años, pero internamente se le denominó y baso en otros documentos, pero por la gran popularidad que había ganado el nombre entre la población civil, se le mantuvo con el nombre de Plan DN-III-E.
Luego del terremoto en la Ciudad de México en 1985 se creó el Sistema Nacional de Protección Civil, en el cual la Secretaría de Marina creó el Plan Marina, un operativo militar de asistencia civil ejecutado por ese cuerpo pero diferente en nombre.

## Acciones generales del Plan DN-III-E

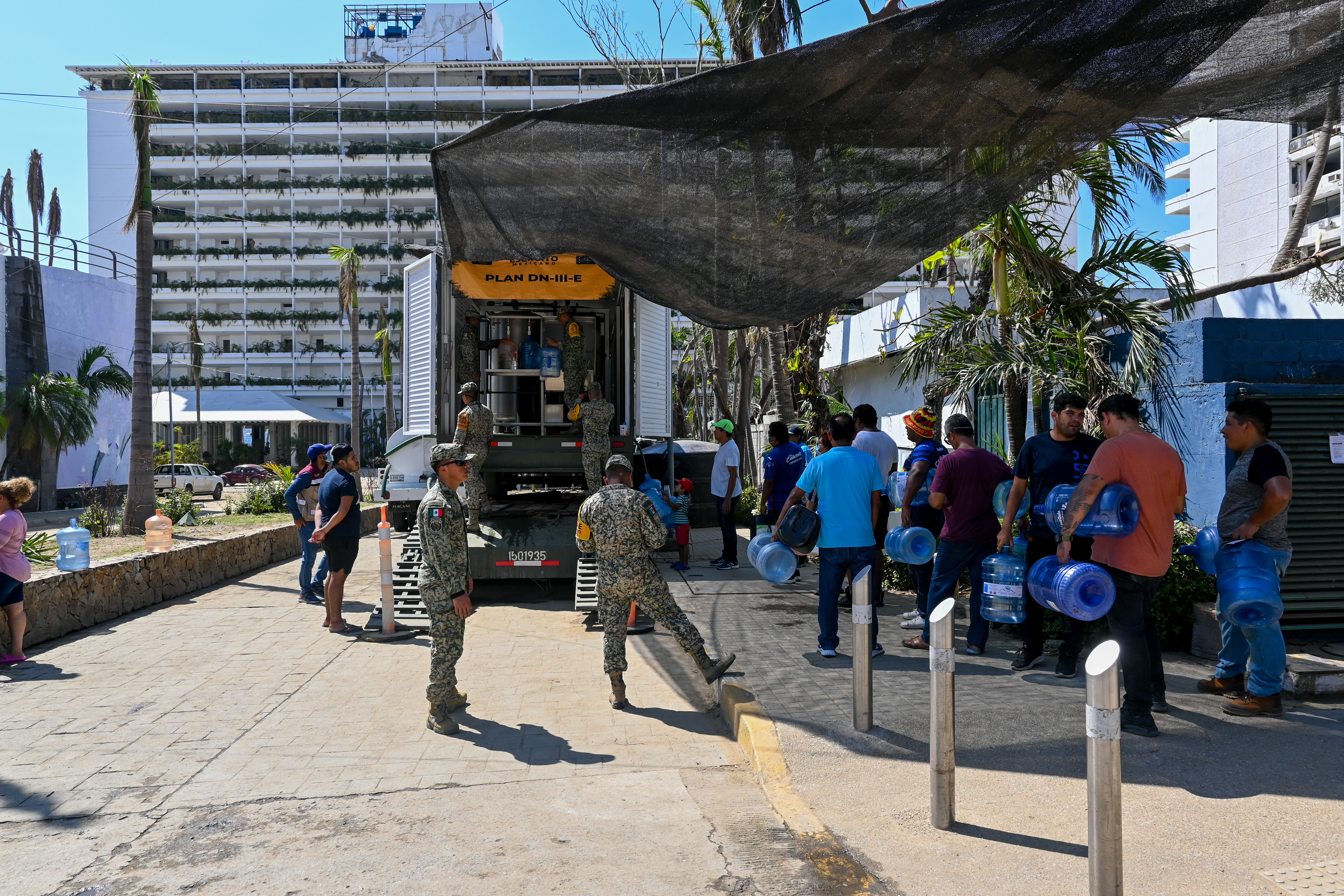
Elementos del Ejército Mexicano operando una planta purificadora de agua móvil tras el paso del Huracán Otis.

El plan DN-III-E se basa en cinco puntos básicos:
1. Búsqueda y rescate de personas.
2. Evacuación de comunidades en riesgo.
3. Administración de albergues.
4. Recomendaciones a la población.
5. Seguridad y vigilancia de las áreas afectadas.

La participación militar durante la aplicación del plan DN-III-E, se realiza para atender tanto fenómenos naturales como antropogénicos, siendo los principales:

### Fenómenos geológicos

#### Volcán Popocatépetl
Debido al incremento de actividad del volcán Popocatépetl desde diciembre de 2000 la Sedena mantiene actividades de supervisión en las áreas de riesgo, ubicadas alrededor del volcán, con la finalidad de prever la aplicación del “Plan Popocatépetl”. En dicha área se encuentran ubicadas comunidades pertenecientes a los estados de Puebla, Morelos, México, Tlaxcala y la Ciudad de México.

### Fenómenos hidrometeorológicos
El plan se aplica cuando ocurren nevadas, bajas temperaturas y heladas. Durante estos eventos, en las zonas centro y norte del país, se registran temperaturas muy bajas, provocando que la población sufra daños en su salud debido a las condiciones climatológicas extremas. Esto hace necesaria la participación del personal militar en apoyo de las autoridades civiles, en la realización de actividades de evacuación de personas a los refugios temporales establecidos para su resguardo.
Asimismo, los soldados participantes llevan a cabo actividades de remoción de nieve y hielo de carreteras y techos, control del tránsito vehicular, además de proporcionar bebidas calientes a las personas que se encuentran varadas en sus vehículos debido a las nevadas.

### Sistemas tropicales
Cada año, en México, la temporada de estos sistemas inicia el 15 de mayo y termina el 30 de noviembre, caracterizándose por el registro de lluvias de diversas intensidades y de los sistemas tropicales, los cuales se citan en forma progresiva como:
- Onda tropical.
- Disturbio tropical.
- Depresión tropical.
- Tormenta tropical.
- Huracán en sus siguientes categorías:
  - Categoría I, Huracán Normal (119–153 km/h).
  - Categoría II, Huracán Fuerte (154–177 km/h).
  - Categoría III, Huracán Muy Fuerte (178–209 km/h).
  - Categoría IV, Gran Huracán (210–249 km/h).
  - Categoría V, Súper Huracán (mayor a 250 km/h).

Ejemplos:
- Huracán Jimena
- Huracán Rick
- Huracán Wilma
- Huracán Patricia
- Huracán Otis

### Incendios forestales
El incremento en la temperatura, originado por los cambios climatológicos, aunado al descuido de algunas personas, ha generado en diversas regiones del país, fuertes incendios forestales que han afectado grandes extensiones de terreno, inclusive aquellas áreas consideradas como reservas ecológicas.
La Secretaría de la Defensa Nacional, a través del personal militar, ha participado en la sofocación de este tipo de incendios, en apoyo a las autoridades civiles correspondientes, como son la Comisión Nacional Forestal (CONAFOR). Para el efecto, el personal militar participante cuenta con el material, equipo y medios necesarios para cumplir con las actividades de combate contra incendios.
Actualmente, la Secretaría cuenta con helicópteros MI-8 y MI-17, pertenecientes a la Fuerza Aérea Mexicana, los cuales se encuentran equipados con helibaldes con una capacidad de 2,400 litros de agua.

## Acciones destacadas
- Terremoto de México de 1985.
- Sismo en Colima y Jalisco de 1995.
- Huracán Pauline de 1997.
- Huracán Isis de 1998.
- Fuertes lluvias en Chiapas en 1998.
- Temporada de incendios forestales de 1998.
- Fuertes lluvias en Oaxaca en 1999.
- Sismo en Oaxaca en 1999.
- Inundaciones en Hidalgo, Puebla, Veracruz y Tabasco de 1999.
- Inundaciones en Valle de Chalco e Ixtapaluca de 2000.[2]
- Inundación de Tabasco y Chiapas de 2007

### Acciones a nivel internacional
La Secretaría de la Defensa Nacional ha brindado ayuda humanitaria a diversas naciones afectadas por diversos fenómenos entre los que destacan los siguientesː
- Ecuador en abril de 1996 con motivo de un sismo.
- Nicaragua y Costa Rica en agosto de 1996 con motivo del huracán César.
- Cuba en octubre de 1996 con motivo del huracán Lili.
- Bolivia en mayo de 1998 debido a un fuerte sismo.
- República Dominicana en septiembre de 1998 con motivo del huracán George.
- Guatemala, Honduras, El Salvador y Nicaragua en octubre y noviembre de 1998 debido al huracán Mitch.
- Colombia en enero y febrero de 1999 con motivo de un sismo.
- Venezuela en diciembre de 1999 debido a las fuertes lluvias que ocasionaron deslaves e inundaciones en ese país.
- Guatemala en abril de 2000 debido a incendios forestales en la zona del Petén.[3]